# Venustiano Carranza
José Venustiano Carranza de la Garza (29. prosince 1859 Cuatro Ciénegas de Carranza – 21. května 1920 Tlaxcalantongo) byl jedním z hlavních vůdců mexické revoluce. Jeho vítězná severní revoluční Konstitucionalistická armáda porazila nejprve kontrarevoluční režim Viktoriana Huerty (únor 1913 – červenec 1914) a poté ostatní revolucionáře po Huertově vypuzení.
V letech 1914–1917 získal moc nad Mexikem a působil jako hlava státu. S vyhlášením nové revoluční mexické ústavy z roku 1917 byl zvolen prezidentem a sloužil od roku 1917 do roku 1920.
Carranza, označovaný „Primer Jefe“ neboli „První šéf“ konstitucionalistů, byl spíše chytrým politikem než vojákem. Podporoval odpor Francisca I. Madera vůči Díazovu režimu ve volbách v roce 1910 i Maderův plán ze San Luis Potosí anulovat volby a násilím svrhnout Díaze. Poté byl Maderem jmenován guvernérem svého domovského státu Coahuila. Když byl Madero v únoru 1913 zavražděn, Carranza vypracoval plán z Guadalupe, ryze politický plán, jak se Huerty zbavit. Carranza se stal vůdcem severních sil bojujících proti Huertovi. Dovedl konstitucionalistickou frakci k vítězství a stal se mexickým prezidentem.
Carranza pocházel z bohaté statkářské rodiny ze severu země; třebaže byl vůdcem severního revolučního hnutí, prosadil, aby v Mexiku revoluce neprovedla zásadní pozemkovou reformu. Byl mnohem konzervativnější než vůdce jižních rolníků Emiliano Zapata nebo severní revoluční generál Pancho Villa. Jakmile byl Carranza pevně u moci, snažil se eliminovat své politické soupeře. Spojené státy ho uznaly, ale Carranza zaujal silně nacionalistické pozice. Během jeho vlády byla vypracována a přijata současná ústava Mexika. Carranza neuskutečnil její nejradikálnější prvky, jako je přesun moci na pracující, vyvlastnění zahraničních podniků, pozemková reforma nebo potlačení římskokatolické církve v Mexiku.
Ve volbách v roce 1920, ve kterých sám nemohl uspět, se pokusil dosadit prakticky neznámého civilního politika Ignacia Bonillase do úřadu prezidenta Mexika. Severní generálové, kteří měli skutečnou moc, povstali proti Carranzovi podle plánu z Agua Prieta a Carranza byl na útěku z hlavního města zavražděn.